# Rue du Professeur-Léon-Jammes
La rue du Professeur-Léon-Jammes est une voie de Toulouse, chef-lieu de la région Occitanie, dans le Midi de la France.

## Situation et accès

### Description
La rue du Professeur-Léon-Jammes est une voie publique. Elle se trouve dans le quartier des Minimes.
Elle naît perpendiculairement à l'avenue des Minimes, presque dans le prolongement de l'avenue Emmanuel-Maignan. Elle est orientée à l'est, longue de 319 mètres et suit un parcours relativement rectiligne. Elle rencontre après 91 mètres la rue Gutenberg, qu'elle reçoit à droite, puis se termine après 228 mètres au carrefour de la rue de Négreneys.
La chaussée compte une seule voie de circulation automobile en sens unique, de la rue Gutenberg vers l'avenue des Minimes, à l'ouest, et vers la rue de Négreneys, à l'est. Elle appartient à une zone de rencontre et la vitesse y est limitée à 20 km/h. Il n'existe pas d'aménagement cyclable.

### Voies rencontrées
La rue du Professeur-Léon-Jammes rencontre les voies suivantes, dans l'ordre des numéros croissants (« g » indique que la rue se situe à gauche, « d » à droite) :
1. Avenue des Minimes
2. Rue Gutenberg (g)
3. Rue de Négreneys

## Odonymie
La rue, aménagée entre 1850 et 1860 environ, a été d'abord été appelée rue Suau. En 1867, on lui donne le nom de rue d'Astros, en hommage à Paul-Thérèse-David d'Astros (1772-1851), archevêque de Toulouse (1830-1851). Il est connu pour ses positions ultramontines, il se brouille en 1810 avec Napoléon Ier après l'affaire de la nomination du cardinal Jean-Sifrein Maury et il s'affirme comme l'une des figures du clergé intransigeant. Sous la monarchie de la Restauration, il accède à l'évêché d'Orange et de Bayonne, puis à l'archevêché de Toulouse. Il se signale par son hostilité au libéralisme et il entretient de mauvaises relations avec la monarchie de Juillet après 1830 et la République après 1848. En 1850, il est créé cardinal-prêtre par Pie IX.
En 1937, la municipalité socialiste d'Antoine Ellen-Prévot changea le nom de la rue au profit de Léon Jammes (1867-1903), scientifique toulousain. Il naît au domicile de ses parents, sur les allées Lafayette (actuel no 20 allées Jean-Jaurès). Après des études à la faculté des sciences et à la faculté de médecine, il devient professeur de zoologie appliquée et d'hydrobiologie. Prolongeant l'œuvre de Louis Roule, il s'applique particulièrement au développement de la pisciculture. Il crée également un laboratoire de biologie montagnarde au lac d'Orédon (Hautes-Pyrénées). Il meurt à son domicile, no 19 rue Ninau.

## Patrimoine et lieux d'intérêt

### Immeubles et maisons
- no  25 : maison (1779)[4].
- no  41 : maison (deuxième quart du XXe siècle)[5].
- no  47 : maison toulousaine (premier quart du XXe siècle)[6].

### Patrimoine industriel
- no  13 : usine (premier quart du XXe siècle)[7].

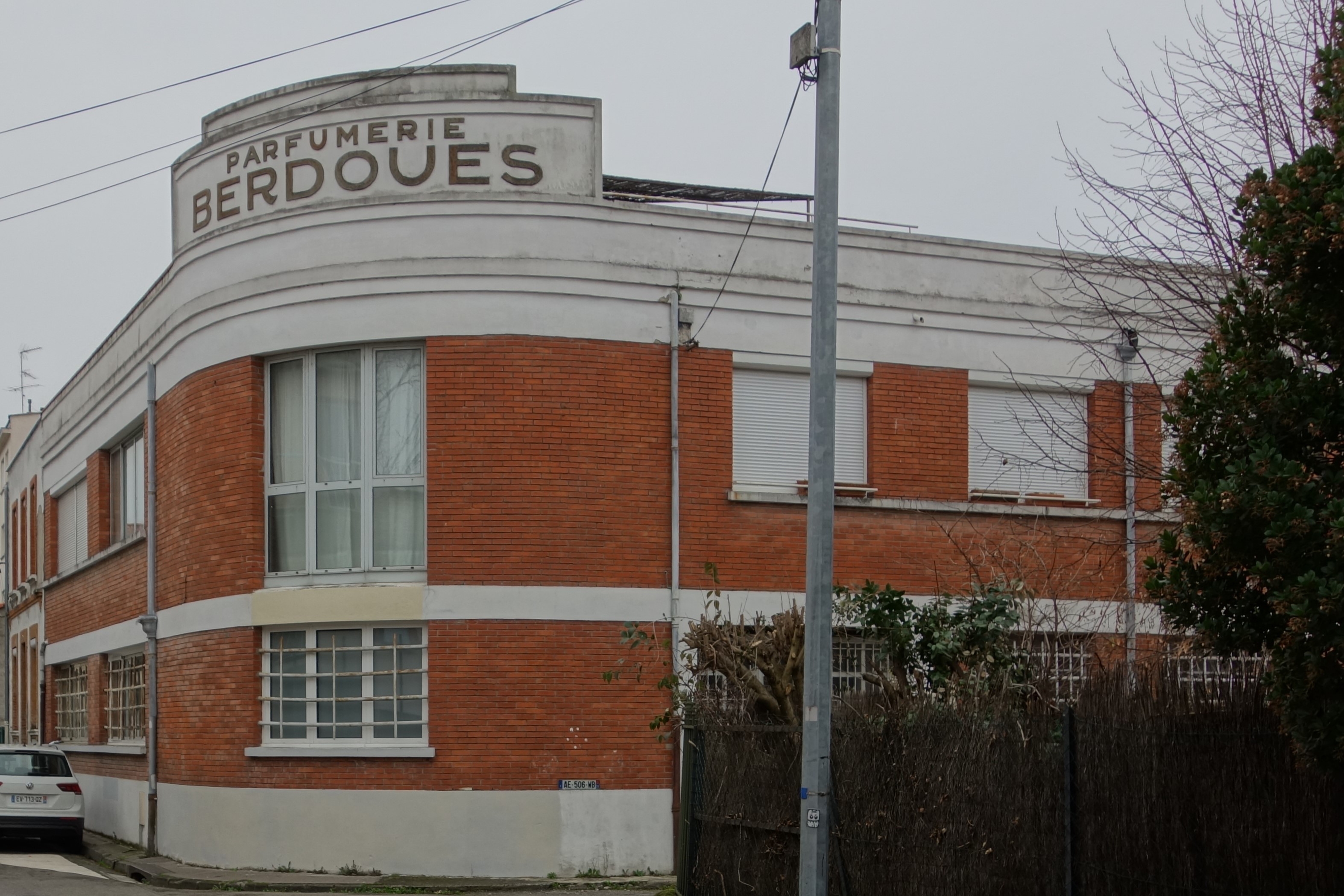
no 16 : l'usine de la parfumerie Berdoues.

- no  16 : usine Berdoues.
La parfumerie Berdoues est fondée en 1902 par Pierre et Guillaume Berdoues dans un atelier de la rue Lafayette (emplacement de l'actuel no 5), puis transféré dans la rue Rivals (actuel no 9). Les ateliers sont d'abord situés dans l'hôtel Maleprade (actuel no 43 rue Léon-Gambetta) : en 1939, une nouvelle usine est construite rue du Professeur-Léon-Jammes. C'est là que sont créés les parfums Violette de Toulouse, Cordoba, Bal de Printemps et Tchin. En 1968, l'usine est transférée à Cugnaux (actuel no 131 route de Toulouse)[8].
L'usine de la rue du Professeur-Léon-Jammes est représentative de l'architecture Art déco, et plus particulièrement du style « paquebot »[9].

### Jardin Georges-Giesper
Le jardin Georges-Giesper est aménagé en 2002 à l'emplacement d'un ancien bâtiment industriel. Il est nommé en hommage à Georges Giesper, entrepreneur toulousain du bâtiment, du génie civil et des travaux publics. Il occupe une parcelle de 565 m2 entre la rue du Professeur-Léon-Jammes (anciens no 21, 23 et 25) et la rue Condeau (anciens no 30 et 32). Il compte une aire de jeux pour enfants.